# Sant Cristòfol de Lladorre
Sant Cristòfol de Lladorre és una obra de Lladorre (Pallars Sobirà) protegida com a Bé Cultural d'Interès Local.

## Descripció
L'oratori de Sant Cristòfol està situat dins el terme del nucli de Boldís Jussà, que pertany al municipi de Lladorre. Per arribar-hi cal sortir del poble pel carrer de la Font del Pou i anar cap el riu de Casa. Cal caminar uns 15 minuts, fins a arribar a un punt enlairat de la serra de Serralleto.
L'oratori de sant Cristòfol és un edifici aïllat construït amb pedra de pissarra de la zona lligada amb argamassa de calç de planta rectangular de 3,5 metres d'ample per 1,50 metres de llargada i 3,5 metres d'alt.
La coberta és de lloses de pissarra a doble vessant.
A la façana principal hi ha una fornícula de 80 cm d'ample per 1,5 m de fondària i per 2 m d'alçada.
Dins la fornícula hi ha una imatge contemporània, segurament de l'any 1955, de fusta i guix pintat de Sant Cristòfol portant el nen Jesús a les espatlles. La imatge original es devia cremar a la Guerra Civil espanyola. L'interior d'aquesta fornícula està arrebossat amb ciment portland de la restauració que van fer els anys 50 del segle xx.
Sobre la fornícula la inscripció 1.330 m indica l'altitud on es troba l'oratori.
Al costat esquerre de la fornícula hi ha un petit forat quadrat de 20 x 20 cm, on es deixaven les ofrenes al sant.

## Història
L'oratori de Sant Cristòfol correspon a un edifici aïllat de cronologia incerta, que fou destruït parcialment durant la Guerra Civil espanyola i va ser restaurat l'any 1955.
Segons la tradició oral el 3 de maig s'anava en processó fins l'oratori per beneir el terme. També s'hi anava en temps de sequera per aconseguir el favor de la pluja.